# Dzwonnica loretańska

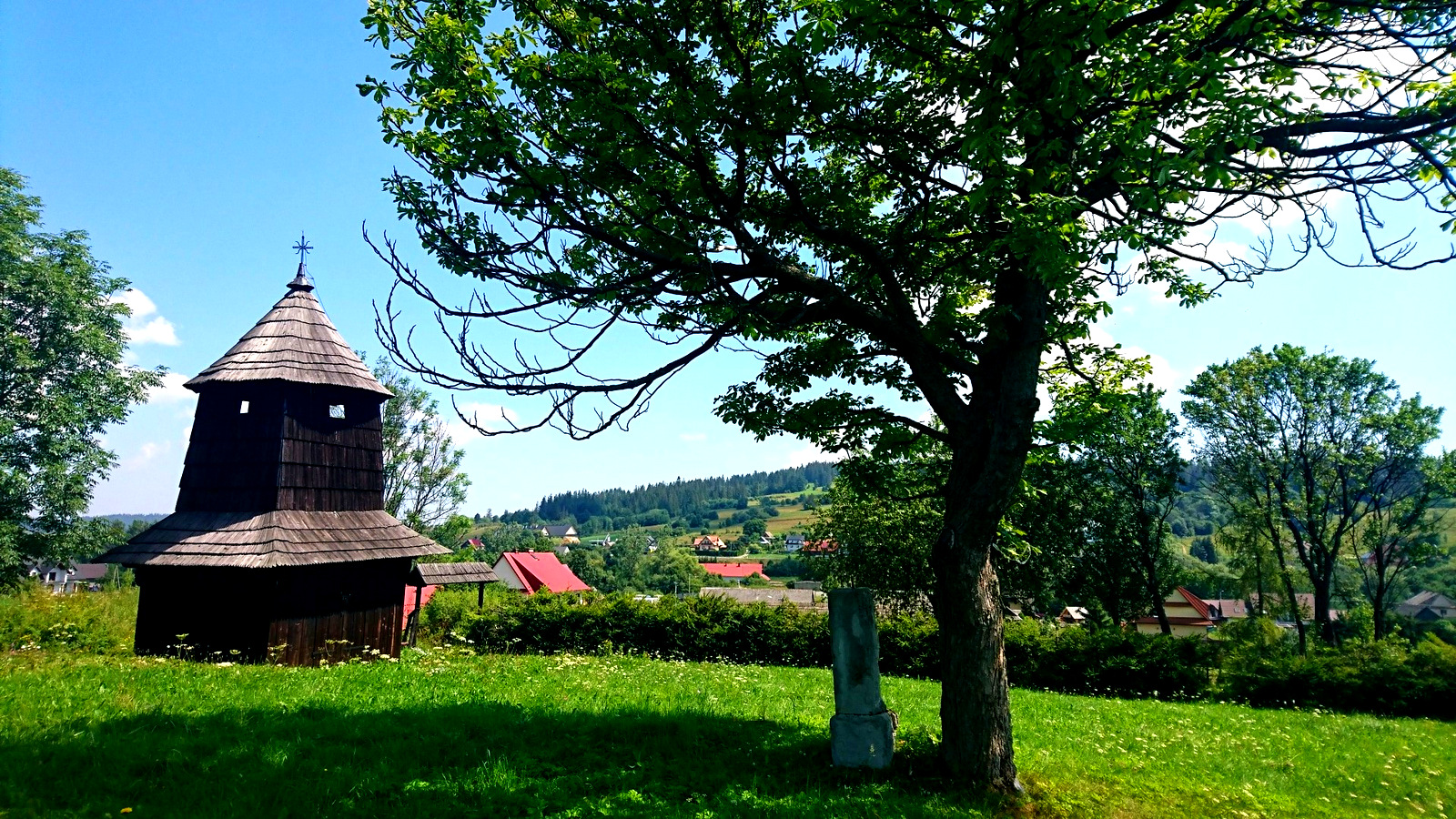
Dzwonnica loretańska w Zubrzycy Dolnej

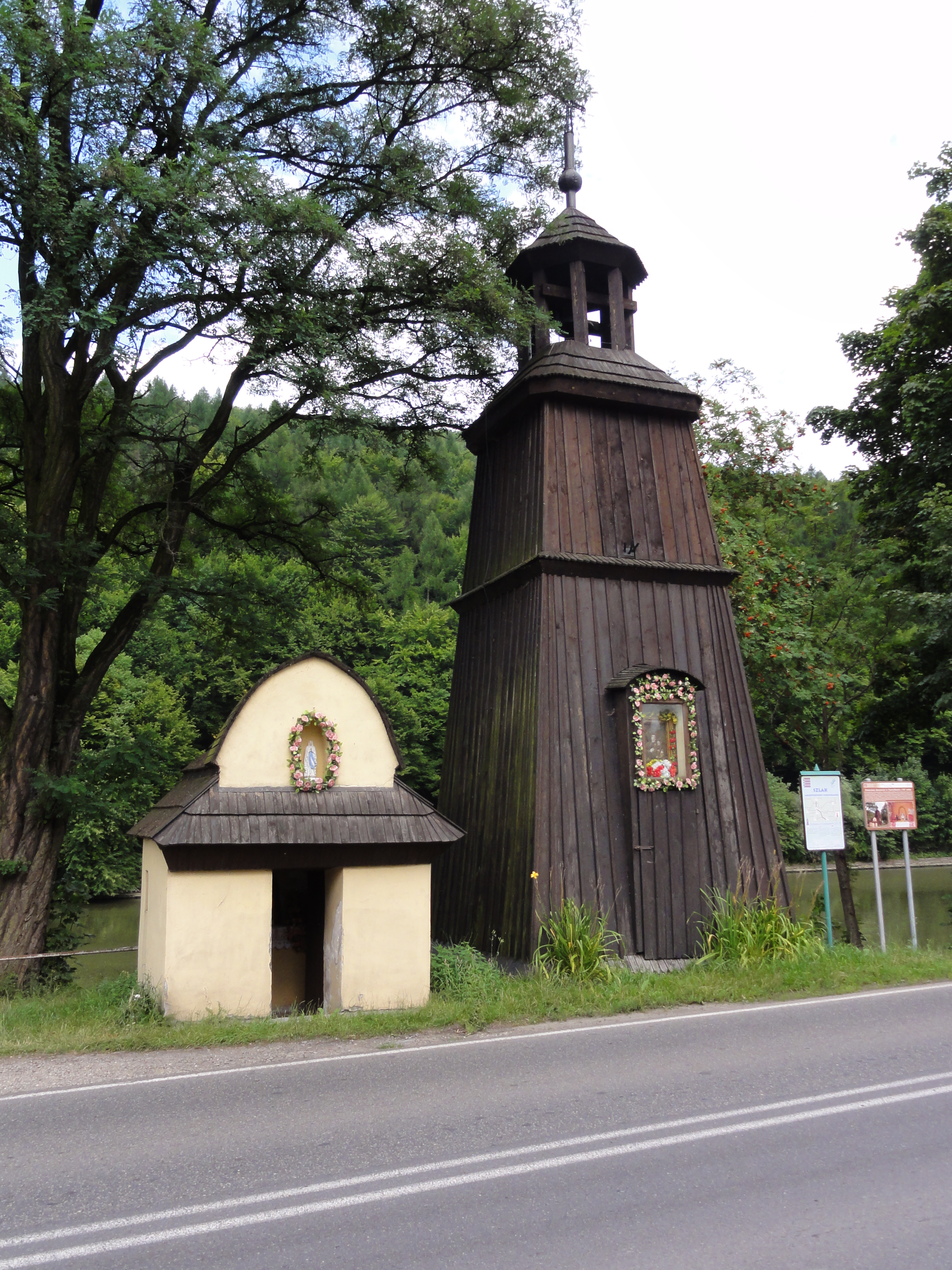
Dzwonnica loretańska w Czernichowie

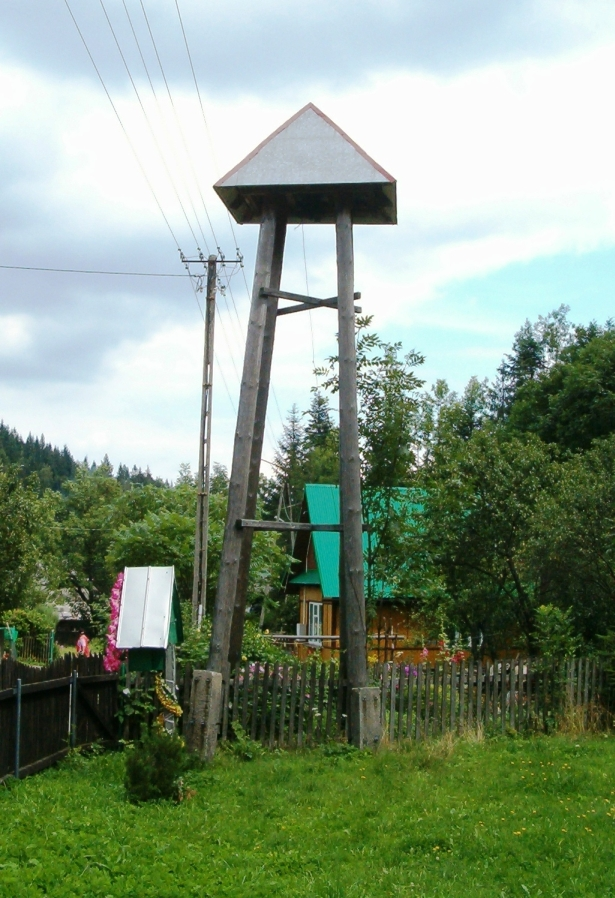
Dzwonnica loretańska w Zawoi

Dzwonnica loretańska (inaczej burzówka) – dzwonnica drewniana budowana w obrębie wsi w celu odpędzania burzy. Dzwonnice loretańskie powstawały pod koniec XIX i na początku XX wieku.

## Historia
Budowa dzwonnic loretańskich związana jest z kultem Matki Bożej Loretańskiej, który od XVII wieku rozpowszechnił się w Polsce. Z pielgrzymek do Loreto przywożono dzwonki, które, jak wierzono, miały moc ochronną – odpędzały burze i złe moce. Jednocześnie w kościołach jeden z dzwonów poświęcano w intencji „rozłamywania piorunów”, dźwięk tych dzwonów miał odganiać burze. Z czasem władze kościelne zakazały bicia w dzwony w celu ochrony przed piorunami i gradem, jednakże wiara w ochronną moc dzwonów spowodowała, że pod koniec XIX i na początku XX wieku we wsiach, szczególnie na Podhalu, Orawie i Żywiecczyźnie, rozpoczęto budowę dzwonnic z dzwonami poświęconymi Matce Bożej Loretańskiej. Bicie w te dzwony miało mieć moc odpędzania płanetników przynoszących burze. Dzwonienie było skuteczne, o ile rozpoczęte było przed burzą.
Dzwonów tych używano również podczas wzywania do modlitwy na Anioł Pański, na nabożeństwa majowe i różańcowe, jak również do ostrzegania przed pożarem. Dzwonienie na pogrzeb powodowało, że dzwonnica traciła swoją moc ochronną przed burzą. 

## Konstrukcja
Dzwonnice loretańskie były drewniane o prostych formach. Budowane zwykle w konstrukcji słupowej. 

## Przykłady zachowanych dzwonnic loretańskich
Do dzisiaj zachowały się dzwonnice loretańskie w miejscowościach:
- Zubrzyca Dolna – wybudowana na przełomie XVIII/XIX wieku
- Stryszawa (osiedle Roztoki) – wybudowana w 2. poł. XIX wieku[1]
- Stryszawa (Wsiórz) – wybudowana w 1929, zniszczona przez wiatr w latach 90. XX wieku, zrekonstruowana (z oryginalnym dzwonem)[1]
- Zawoja Czatoża
- Czernichów
- Sidzina – dzwonnica z 1937 roku na terenie Muzeum Kultury Ludowej
- Bańska Wyżna – wybudowana w 1908 roku[3].